# Praina atristriata
Praina atristriata là một loài bướm đêm trong họ Noctuidae.